# Muotathal
Muotathal (toponimo tedesco) è un comune svizzero di 3 485 abitanti del Canton Svitto, nel distretto di Svitto.

## Geografia
Sorge nella valle del fiume Muota (Muotatal), a sud-est di Svitto, che si estende per 12 km in parte tra gole boscose. Superato Muotathal, nella valle laterale dello Starzlenbach si trova l'ingresso alla grotta Hölloch, tra le più grandi d'Europa, dove si trova uno spettacolare complesso di caverne e di gallerie ricco di concrezioni.